# Al-Jinn
Al-Jinn  (arabe : سُورَةُ ٱلْجِنِّ, français : Les Djinns) est le nom traditionnellement donné à la 72e sourate du Coran, le livre sacré de l'islam. Elle comporte 28 versets. Rédigée en arabe comme l'ensemble de l'œuvre religieuse, elle fut proclamée, selon la tradition musulmane, durant la période mecquoise.

## Origine du nom
Bien que le titre ne fasse pas directement partie du texte coranique, la tradition musulmane a donné comme nom à cette sourate Les Djinns, en référence au contenu du premier verset : "1. Dis : « Il m'a été révélé qu'un groupe de djinns prêtèrent l'oreille, puis dirent : « Nous avons certes entendu une Lecture [le Coran] merveilleuse [...] »". 

## Période de proclamation
Il n'existe à ce jour pas de sources ou documents historiques permettant de s'assurer de l'ordre chronologique des sourates du Coran. Néanmoins selon une chronologie musulmane attribuée à Ǧaʿfar al-Ṣādiq (VIIIe siècle) et largement diffusée en 1924 sous l’autorité d’al-Azhar,, cette sourate occupe la 40e place. Elle aurait été proclamée pendant la période mecquoise, c'est-à-dire schématiquement durant la première partie de l'histoire de Mahomet avant de quitter La Mecque. Contestée dès le XIXe par des recherches universitaires, cette chronologie a été revue par Nöldeke,, pour qui cette sourate est la 62e.
Les sourates de la fin du Coran sont généralement considérées comme appartenant aux plus anciennes. Elles se caractérisent par des particularités propres. Elles sont brèves, semblent issues de proclamations oraculaires (ce qui ne signifie pas, pour autant, qu’elles en sont des enregistrements), elles contiennent de nombreux hapax...
Pour Nöldeke et Schwally, la quasi-totalité des sourates 69 à 114 sont de la première période mecquoise. Neuwirth les classe en quatre groupes supposés être chronologiques. Bien que reconnaissant leur ancienneté, certains auteurs refusent de les qualifier de « mecquoise », car cela présuppose un contexte et une version de la genèse du corpus coranique qui n’est pas tranchée. Cette approche est spéculative.
En effet, ces textes ne sont pas une simple transcription sténographique de proclamation mais sont des textes écrits, souvent opaques, possédant des strates de composition et des réécritures. Cela n’empêche pas ces sourates de fournir des éléments contextuels (comme l’attente d’une Fin des Temps imminente chez les partisans de Mahomet). Ces textes sont marqués par une forme de piété tributaire du christianisme oriental.
Les versets 1-14 semblent unifiés par leur thématique et par la rime. Cette section semble déconnectée du reste. Elle commence par l’injonction « Dis ! » (« Qul ») qu’il est tentant de voir comme un ajout postérieur transformant ce discours en parole divine. La fin de la sourate possède des traits très nets de travail éditorial.

## Interprétations
Azaiez a dénombré plus de 350 occurrences, dont 251 au « destinataire premier du message », de l’impératif Qul (« Dis ») comme forme rhétorique. Cette formule permet de « créer un locuteur divin », d’« asseoir l’autorité prophétique » et de reproduire performativement la relation coranique. Pour Dye, il s’agit d’un « ajout relevant du travail éditorial et rédactionnel des scribes ».
Cette sourate est divisée en trois parties, v. 1-15, 16-19 et 20-28.
Pour Dye, cette sourate participe à une diabolisation de l’hérésie ou de l’idolâtrie, perceptible dans le monde chrétien à partir du IIe siècle. Des djinns enseignent les erreurs et les hérésies mais le Coran en fait aussi répondre d’autres pour les contrer. Cette sourate interroge sur le statut des djinns et des démons. Pour Reynolds, les deux appartiennent au même genre et sont des anges déchus, les djinns pouvant en venir à croire. Crone considère que les djinns sont d’une espèce différente des anges. Enfin, Dye, considère que les djinns ont été assimilés par le Coran aux démons, sans s’intéresser à leur nature réelle.

### Versets 1-14: Discours des djinns
Les djinns sont des figures connues de la mythologie préislamique. Ce sont des esprits ayant une existence physique, pouvant mourir. Ils peuvent perturber les humains comme les inspirer. Ils ressemblent aux esprits présents dans d’autres folklores, comme les « démons » du judaïsme tardo-antique.
Le Coran cherche à diaboliser les djinns et les présente comme des créatures à la fois dangereuses et amorales. La présentation coranique des djinns s’insère dans le courant chrétien de diaboliser les êtres intermédiaires, entre Dieu et les hommes. Néanmoins, ce passage admet que certains djinns croient et seront sauvés.
Les démons sont présentés par le Coran comme des anges déchus. Il en est de même des djinns qui cherchent à remonter au ciel pour écouter les secrets divins.

Texte de la sourate (Coran datant de 1874)
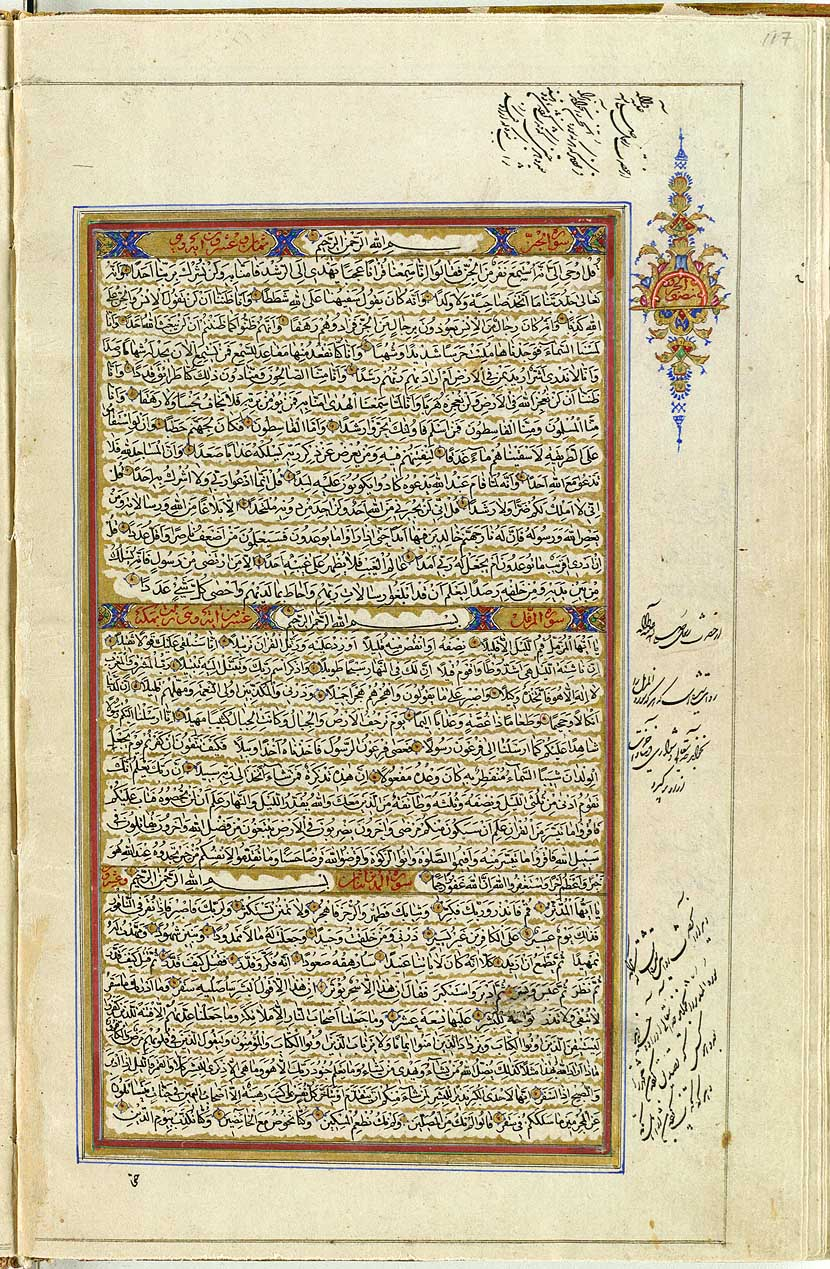